# Championnat des Seychelles de football 2005
Navigation
Saison précédente Saison suivante
La saison 2005 de Barclays First Division est la vingt-sixième édition de la première division seychelloise. Les dix meilleures équipes du pays s'affrontent en matchs aller et retour au sein d'une poule unique. À la fin du championnat, le dernier du classement est relégué et remplacé par la meilleure équipe de deuxième division, et l'avant-dernier affronte le second de D2, lors d'un barrage.
C'est le club de La Passe FC qui a été sacré champion des Seychelles pour la troisième fois de son histoire. Le club termine en tête du classement final du championnat, avec trois points d'avance sur Saint-Louis FC et treize sur le tenant du titre Anse Réunion FC.

La Passe FC se qualifie pour la Ligue des champions de la CAF 2006.

## Les équipes participantes
| - La Passe FC - Saint-Louis FC - Red Star FC - Anse Réunion FC - Saint-Michel United | - Light Stars FC - Sunshine SC - Seychelles Marketing Board (Victoria) - Baie Sainte Anne 96ers - Promu de D2 - Survivors (Praslin) - Promu de D2 |

## Classement
Le classement est établi sur le barème de points classique (victoire à 3 points, match nul à 1, défaite à 0).
| Rang | Équipe                      | Pts | J  | G  | N | P  | Bp | Bc | Diff |
| ---- | --------------------------- | --- | -- | -- | - | -- | -- | -- | ---- |
| 1    | La Passe FCT                | 44  | 18 | 13 | 5 | 0  | 47 | 14 | +33  |
| 2    | Saint-Louis FC              | 41  | 18 | 12 | 5 | 1  | 31 | 11 | +20  |
| 3    | Anse Réunion FC             | 31  | 18 | 9  | 4 | 5  | 28 | 21 | +7   |
| 4    | Saint-Michel United         | 29  | 18 | 8  | 5 | 5  | 23 | 15 | +8   |
| 5    | Red Star FC                 | 24  | 18 | 7  | 3 | 8  | 17 | 19 | -2   |
| 6    | Seychelles Marketing BoardC | 23  | 18 | 7  | 2 | 9  | 23 | 19 | +4   |
| 7    | Sunshine SC                 | 22  | 18 | 7  | 1 | 10 | 25 | 29 | -4   |
| 8    | Light Stars FC              | 21  | 18 | 6  | 3 | 9  | 25 | 24 | +1   |
| 9    | Survivors (Praslin)P        | 12  | 18 | 3  | 3 | 12 | 18 | 37 | -19  |
| 10   | Baie Sainte Anne 96ersP     | 7   | 18 | 2  | 1 | 15 | 10 | 58 | -48  |

| Légende : Qualifications et relégations | Légende : Qualifications et relégations                                                     |
| --------------------------------------- | ------------------------------------------------------------------------------------------- |
|                                         | Qualification pour la Ligue des champions de la CAF 2006                                    |
|                                         | Qualification pour la Coupe de la confédération 2006                                        |
|                                         | Participation au barrage de promotion-relégation                                            |
|                                         | Relégation directe en deuxième division                                                     |
|                                         | T : Tenant du titre P : Promu de deuxième division C : Vainqueur de la Coupe des Seychelles |

### Barrages Promotion/Relégation
L'avant-dernier de première division doit affronter le second de deuxième division pour une place en D1.
26 novembre 2005
- The Lions (Cascade) 1-0 Survivors (Praslin)

The Lions monte en D1 tandis que Survivors descend en D2.

## Bilan de la saison
| Championnat des Seychelles de football 2005 |                            |
| Champion                                    | La Passe FC (3e titre)     |
| Coupes et trophées                          |                            |
| Vainqueur de la Coupe des Seychelles 2005   | Seychelles Marketing Board |
| Qualifications continentales                |                            |
| Ligue des champions de la CAF 2006          | La Passe FC                |
| Coupe de la confédération 2006              | Seychelles Marketing Board |
| Promotions et relégations                   |                            |
| Promus en Barclays First Division           | Northern Dynamo (Glacis)   |
| Promus en Barclays First Division           | The Lions (Cascade)        |
| Relégués en Second Division                 | Baie Sainte Anne 96ers     |
| Relégués en Second Division                 | Survivors (Praslin)        |